# Мішково-Погорілівська сільська рада
Мішко́во-Погорі́лівська сільська́ ра́да — орган місцевого самоврядування Мішково-Погорілівської сільської громади Вітовському районі Миколаївської області. До 19 вересня 2019 р. існувала адміністративно-територіальна одиниця у Миколаївському районі.

## Керівний склад попередніх скликань
| Прізвище, ім'я, по батькові  | Основні відомості                                                                       | Дата обрання | Дата звільнення |
| ---------------------------- | --------------------------------------------------------------------------------------- | ------------ | --------------- |
| Каблуков Михайло Миколайович | Сільський голова, 1959 року народження, освіта середня спеціальна, безпартійний         | 26.03.2006   | 31.10.2010      |
| Каблуков Михайло Миколайович | Сільський голова, 1959 року народження, освіта середня спеціальна, член Партії регіонів | 31.10.2010   |                 |

Примітка: таблиця складена за даними сайту Верховної Ради України

### Депутати
За результатами місцевих виборів 2010 року депутатами ради стали:

#### За суб'єктами висування
| Суб'єкт висування                 | Кількість обраних депутатів | %    |
| --------------------------------- | --------------------------- | ---- |
| Самовисування                     | 33                          | 91,7 |
| Партія регіонів                   | 2                           | 5,6  |
| Політична партія «Сильна Україна» | 1                           | 2,8  |

#### За округами
| № округу                          | Прізвище, ім'я, по батькові        | Дата визнання обраним | Освіта             | Партійна приналежність                  | Відомості про обраного депутата                              |
| --------------------------------- | ---------------------------------- | --------------------- | ------------------ | --------------------------------------- | ------------------------------------------------------------ |
| Партія регіонів                   |                                    |                       |                    |                                         |                                                              |
| 26                                | Чернигіна Олена Анатоліївна        | 08.11.2010            | середня спеціальна | член Партії регіонів                    | приватний підприємець                                        |
| 35                                | Дряхлова Надія Андріївна           | 02.11.2010            | середня            | член Партії регіонів                    | приватний підприємець                                        |
| Політична партія «Сильна Україна» |                                    |                       |                    |                                         |                                                              |
| 30                                | Кротовська Людмила Миколаївна      | 02.11.2010            | вища               | член Політичної партії «Сильна Україна» | Бібліотека с. Мішково-Погорілове, завідувачка                |
| Самовисування                     |                                    |                       |                    |                                         |                                                              |
| 1                                 | Крук Наталія Василівна             | 13.04.2014            | середня            | позапартійна                            | Мішково-Погорілівська ЗОШ І-ІІІ ступенів, соціальний педагог |
| 2                                 | Краснян Іван Георгійович           | 02.11.2010            | середня спеціальна | член Партії регіонів                    | тимчасово не працює                                          |
| 3                                 | Крук Олександр Вавсильович         | 26.12.2010            | вища               | позапартійний                           | ТОВ «Сандора», наладчик                                      |
| 4                                 | Редун Людмила Михайлівна           | 02.11.2010            | вища               | позапартійна                            | ДНЗ № 3 с. Мішково-Погорілове, охоронець                     |
| 5                                 | Євсеєв Микола Васильович           | 02.11.2010            | середня            | позапартійний                           | пенсіонер                                                    |
| 6                                 | Моторний Дмитро Андрійович         | 02.11.2010            | вища               | позапартійний                           | тимчасово не працює                                          |
| 7                                 | Бутова Аліса Сергіївна             | 02.11.2010            | вища               | позапартійна                            | пенсіонер                                                    |
| 8                                 | Таран Тетяна Іванівна              | 02.11.2010            | середня спеціальна | позапартійна                            | тимчасово не працює                                          |
| 9                                 | Лиса Ірина Анатоліївна             | 02.11.2010            | середня спеціальна | позапартійна                            | домогосподарка                                               |
| 10                                | Чорнобривець Аркадій Олександрович | 02.11.2010            | вища               | позапартійний                           | ПСП «Родичок», механік                                       |
| 11                                | Татаренкова Інна Іванівна          | 02.11.2010            | вища               | позапартійна                            | Сільська рада с. М-Погорілове, секретар                      |
| 12                                | Покрас Марія Іванівна              | 26.12.2010            | середня спеціальна | член Партії регіонів                    | Укрпошта, завідувачка                                        |
| 13                                | Іванова Наталія Вікторівна         | 02.11.2010            | середня спеціальна | позапартійна                            | тимчасово не працює                                          |
| 14                                | Забродська Надія Іванівна          | 02.11.2010            | вища               | позапартійна                            | пенсіонер                                                    |
| 15                                | Меріков Іван Фролович              | 26.12.2010            | вища               | позапартійний                           | пенсіонер                                                    |
| 16                                | Атанасов Валерій Олександрович     | 26.12.2010            | середня            | член Політичної партії «Фронт Змін»     | ТОВ «Варус», директор                                        |
| 17                                | Атанасов Володимир Валерійович     | 26.12.2010            | середня спеціальна | позапартійний                           | ТОВ «Варус», супервайзер                                     |
| 18                                | Деменський Валерій Васильович      | 02.11.2010            | середня спеціальна | позапартійний                           | приватний підприємець                                        |
| 19                                | Ботанін Андрій Леонідович          | 26.12.2010            | середня спеціальна | позапартійний                           | приватний підприємець                                        |
| 20                                | Крилов Олег Володимирович          | 02.11.2010            | середня спеціальна | позапартійний                           | ООО «Техметалсервіс», працівник                              |
| 21                                | Кримчаков Микола Миколайович       | 02.11.2010            | вища               | позапартійний                           | ТОВ «Оксамит», директор                                      |
| 22                                | Ус Євген Костянтинович             | 26.12.2010            | середня спеціальна | позапартійний                           | приватний підприємець                                        |
| 23                                | Фадєєва Анастасія Олександрівна    | 02.11.2010            | вища               | позапартійна                            | Мішково-Погорілівська загальноосвітня школа, психолог        |
| 24                                | Канівець Людмила Олексіївна        | 02.11.2010            | вища               | позапартійна                            | ДНЗ № 2 с. Мішково-Погорілове, завідувачка                   |
| 25                                | Макаров Віктор Андрійович          | 02.11.2010            | вища               | позапартійний                           | тимчасово не працює                                          |
| 27                                | Волкова Наталія Миколаївна         | 02.11.2010            | середня            | позапартійна                            | приватний підприємець                                        |
| 28                                | Резніков Ілля Борисович            | 26.12.2010            | вища               | позапартійний                           | приватний підприємець                                        |
| 29                                | Лопасов Віктор Сергійович          | 02.11.2010            | середня спеціальна | позапартійний                           | приватний підприємець                                        |
| 31                                | Власенко Наталія Олександрівна     | 02.11.2010            | вища               | позапартійна                            | ДНЗ № 3 с. Мішково-Погорілове, завідувачка                   |
| 32                                | Морозова Інна Павлівна             | 13.04.2014            | середня            | позапартійна                            | Мішково-Погорілівська ЗОШ І-ІІІ ступенів, бібліотекар        |
| 33                                | Харченко Микола Пантелійович       | 02.11.2010            | середня спеціальна | позапартійний                           | пенсіонер                                                    |
| 34                                | Гайкевич Георгій Григорович        | 02.11.2010            | середня            | позапартійний                           | ВОХР Морпорт, охоронець                                      |
| 36                                | Лопасов Володимир Олександрович    | 02.11.2010            | середня спеціальна | позапартійний                           | приватний підприємець                                        |

## Населення
Згідно з переписом УРСР 1989 року чисельність наявного населення сільської ради становила 6340 осіб, з яких 2918 чоловіків та 3422 жінки.
За переписом населення України 2001 року в сільській раді мешкало 6211 осіб.

### Мова
Розподіл населення за рідною мовою за даними перепису 2001 року:
| Мова       | Відсоток |
| ---------- | -------- |
| українська | 70,41 %  |
| російська  | 28,44 %  |
| вірменська | 0,53 %   |
| білоруська | 0,23 %   |
| молдовська | 0,10 %   |
| польська   | 0,02 %   |
| інші       | 0,27 %   |